# Felipe Santiago Benitez
Monseñor Felipe Benítez (Piribebuy, 1 de mayo de 1926 - 19 de marzo de 2009, Asunción) fue un eclesiástico católico paraguayo. Se desempeñó como 2.º Obispo de Villarrica y 4° Arzobispo de Asunción

## Biografía
Doctor en Teología. Promovió a los obreros en la JOC y fundó el Movimiento Obrero Católico (MOC). Incursionó en el periodismo. Fue director de Comunidad, revista eclesiástica, catequesis latinoamericana, etc. 
Actuó durante cuatro periodos seguidos como presidente de la  CEP (1972-1984). Colaboró con la Santa Sede en la comisión que preparó el Directorio General Catequístico (1971), en la Comisión Pontificia para la América Latina, en el Consejo Internacional de Catequesis y en la Comisión Pontificia para el Catecismo de la Iglesia Católica.
Se dedicó a la restauración del diaconado permanente de hombres casados; la amplia renovación de la catequesis, la promoción de catequistas y la elaboración de textos.
Fue gran canciller de la Universidad Católica, presidente de la Comisión Episcopal de los Seminarios, presidente de la Comisión Episcopal de la Universidad Católica, presidente de la Comisión de Arte Sacro de la CEP. Durante su periodo en la Arquidiócesis se elaboraron las Líneas y Propuestas Pastorales (LPP) y se realizó el primer Sínodo Arquidiocesano
Falleció a los 83 años de edad, el 19 de marzo de 2009.

## Episcopado

### Obispo Auxiliar de Asunción
En el 24 de septiembre1961, el Papa San Juan XXIII lo nombró Obispo Auxiliar de Asunción hasta el 7 de septiembre de 1965.

### Obispo de Villarrica
El 7 de diciembre de 1965 fue promovido a Obispo Titular de Villarrica del Espíritu Santo, tomando posesión el 15 de enero de 1966.

### Arzobispo de Asunción
En 1989, el Papa San Juan Pablo II lo nombra arzobispo de la Arquidiócesis de Asunción, cuya sede asume el 16 de junio del mismo año,